# Federico Kammerichs

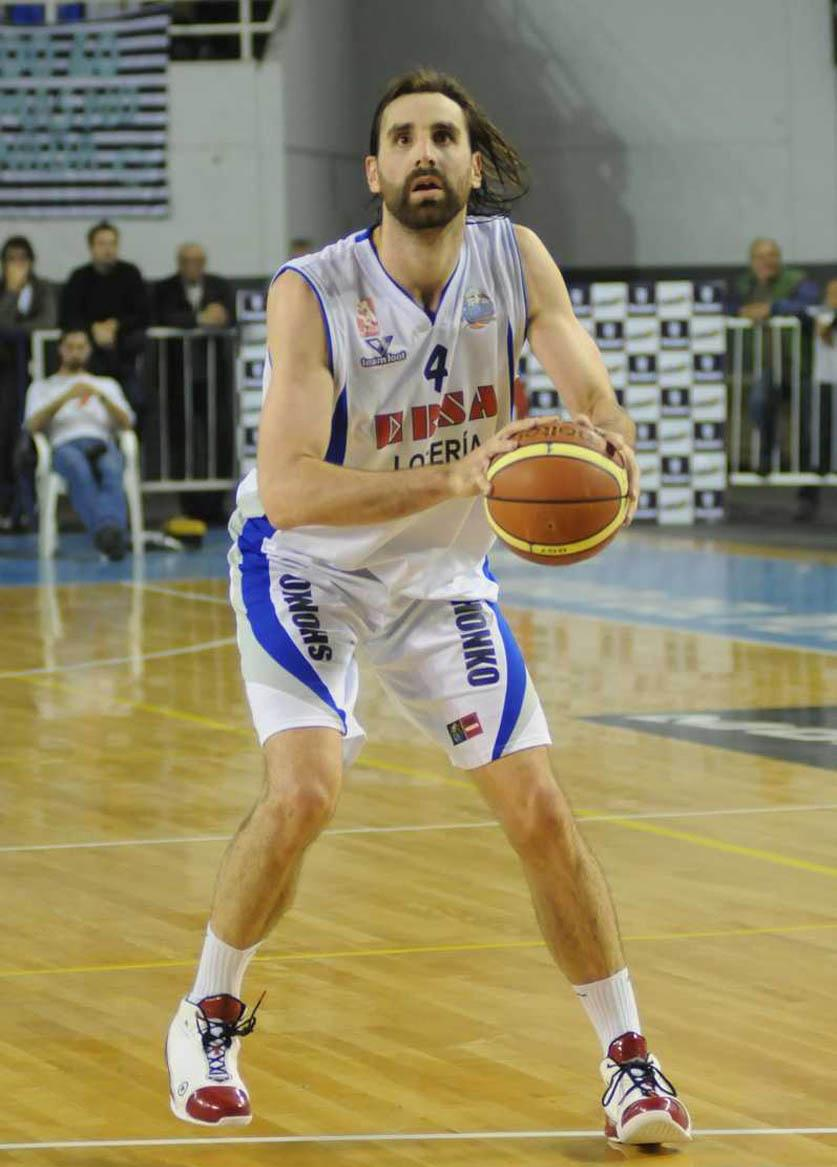
Federico Kammerichs.

Federico Kammerichs, född 21 juni 1980 i Goya, Corrientes, Argentina, är en argentinsk idrottare som tog OS-brons i basket 2008 i Peking. Detta var Argentinas andra medalj i herrbasket vid olympiska sommarspelen, efter guldet 2004 i Aten, där Kammerichs dock inte deltog. Eftersom han är en tysk ättling så har han både argentinskt och tyskt medborgarskap.